# 140 Nord 4.061 à 4.340
Les 140 Nord 4.061 à 4.340  sont des locomotives à tender séparé, de type consolidation de la Compagnie des chemins de fer du Nord. Elles sont affectées aux trains de marchandises. En 1938, au 1er janvier, elles deviennent à la région Nord de la SNCF 2-140 A 1 à 280.

## Genèse
Face aux trains de marchandises de plus en plus lourds, la Compagnie des chemins de fer du Nord décide de remplacer ses locomotives 3.078 à 3.354 (futures 230 A) par des locomotives plus puissantes : les 4.000 (futures 140 A) et 5.000 (futures 150 A). Étudiées pour les trains de marchandises lourds, les 4.061 à 4.340 furent rapidement surnommées les "Bœufs".
35 locomotives de construction identique ont circulé sur le réseau Nord-Belge, les n°421 à 455 qui deviennent à la SNCB, les Type 48, immatriculées 4821 à 4855 puis 48.001 à 48.035. Elles ont été construites par Cockerill de 1927 à 1931.

## Livraison des machines
La construction de ces locomotives est réalisée par divers constructeurs français, elle s'étale de 1912 à 1929.
- 4.061 à 4.160 (140 A 1 à 100) Société française de constructions mécaniques (Anciens Ets Cail) en 1922
- 4.161 à 4.170 (140 A 101 à 110) ateliers de la Compagnie en 1913
- 4.171 à 4.200 (140 A 111 à 140) Société française de constructions mécaniques (Anciens Ets Cail) en 1913
- 4.201 à 4.240 (140 A 141 à 180) Schneider et Cie, Le Creusot, en 1912-13
- 4.241 à 4.260 (140 A 181 à 200) Société des Batignolles en 1912
- 4.261 à 4.280 (140 A 201 à 220) Schneider en 1913
- 4.281 à 4.300 (140 A 221 à 240) Société Franco-Belge en 1919
- 4.301 à 4.315 (140 A 241 à 255) Société française de constructions mécaniques (Anciens Ets Cail) en 1928
- 4.316 à 4.330 (140 A 256 à 270) Société Franco-Belge en 1928
- 4.331 à 4.340 (140 A 271 à 280) Société alsacienne de constructions mécaniques en 1928-29

## Utilisation et service
Elles sont affectées aux dépôts Nord (La Chapelle...). Elles effectuaient la liaison entre Lens et Le Bourget en tête de train de houille. Mais aussi des services voyageurs.

## Tenders
Au cours de leur carrière les 140 A ont été accouplées à divers tenders :
- 17 A (à 3 essieux) tender d'origine d'une capacité de 17 m3 d'eau et ?? tonnes de charbon. Ce tender, très court, offrait la possibilité d'utiliser les ponts tournants de 18m courants jusqu’en 1925.
- 19 A (à 3 essieux) d'une capacité de 19 m3 d'eau et 4 tonnes de charbon.
- 22 A issus de la transformation des tenders des 140 "Pershing". D'une capacité de 22 m3 d'eau et ?? tonnes de charbon.
- 24 A (à boggies) aussi issus de ceux des 140 "Pershing", d'une capacité de 24 m3 ? d'eau et ?? tonnes de charbon.
- 31 A (à boggies) d'origine prussienne, d'une capacité de 31,5 m3 d'eau et 7 tonnes de charbon.
- 34 A (à boggies) d'origine prussienne, d'une capacité de 34 m3 d'eau et ?? tonnes de charbon. Ce sont des 31 A modifiés.

Elles furent aussi accouplées exceptionnellement à des tenders 15 A, 23 A, 32 P, 37 A (issus de la réforme des 221 A) et 38 A. Le tender 23 A était utilisé de série sur les n°421 à 455 du Nord-Belge.

## Machine préservée

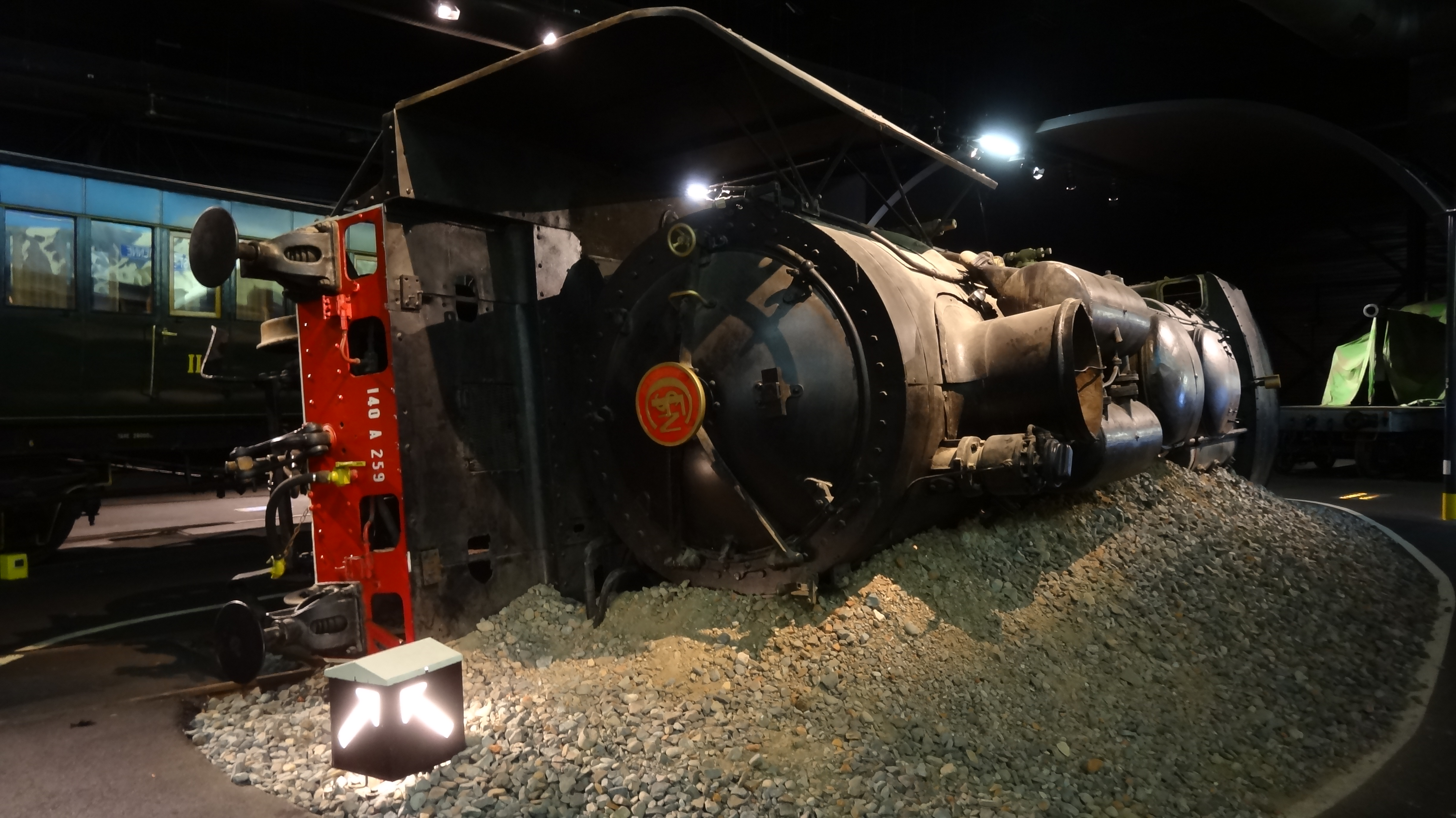
La 140 A 259 présentée couchée à la Cité du Train de Mulhouse.

Seule la 140 A 259 a été préservée, sans tender, elle est exposée à la Cité du train de Mulhouse. Elle est présentée couchée pour évoquer les actes de sabotage réalisés par les cheminots au temps de la Résistance.

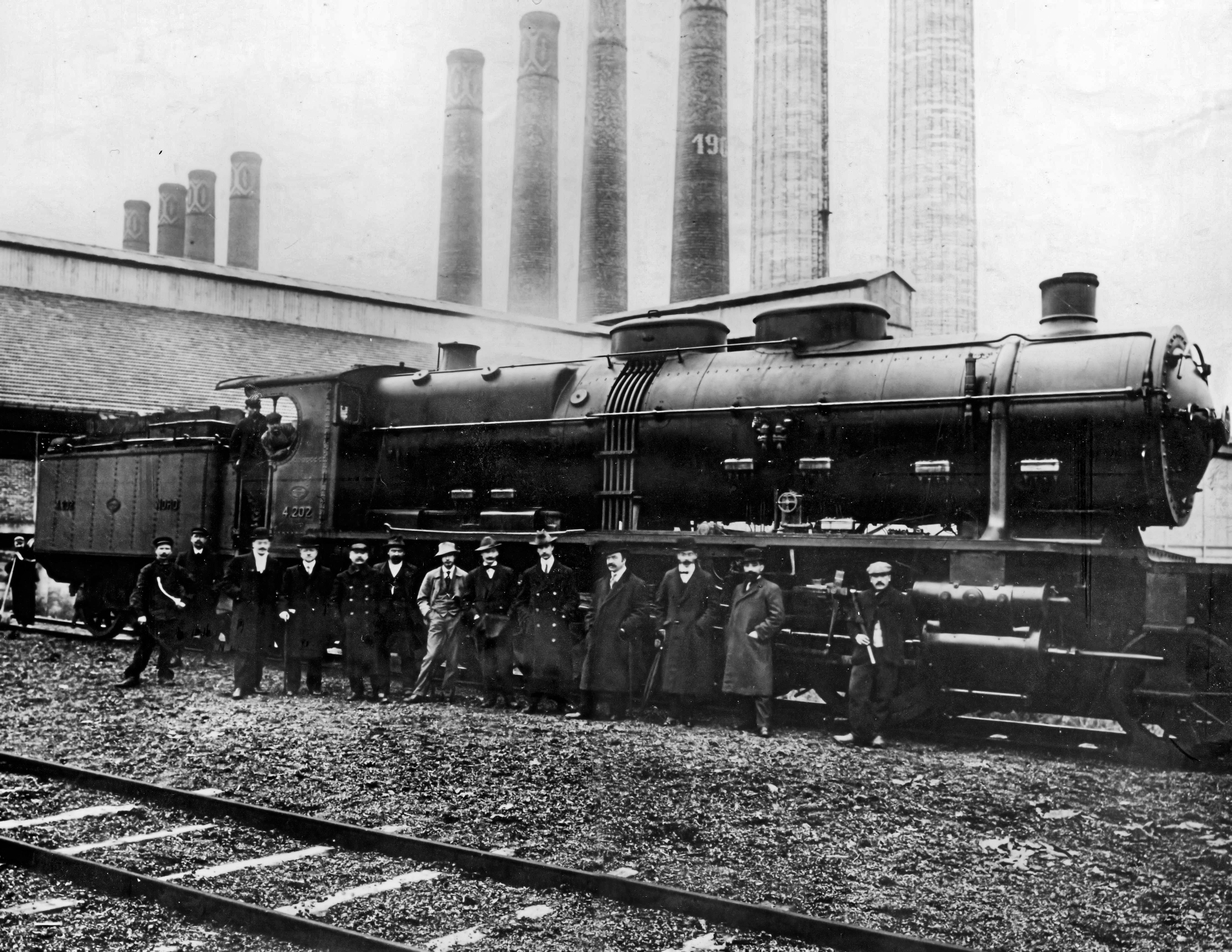
Locomotive 4.207 livrant un train de charbon à la centrale électrique de Saint-Denis.

## Modélisme

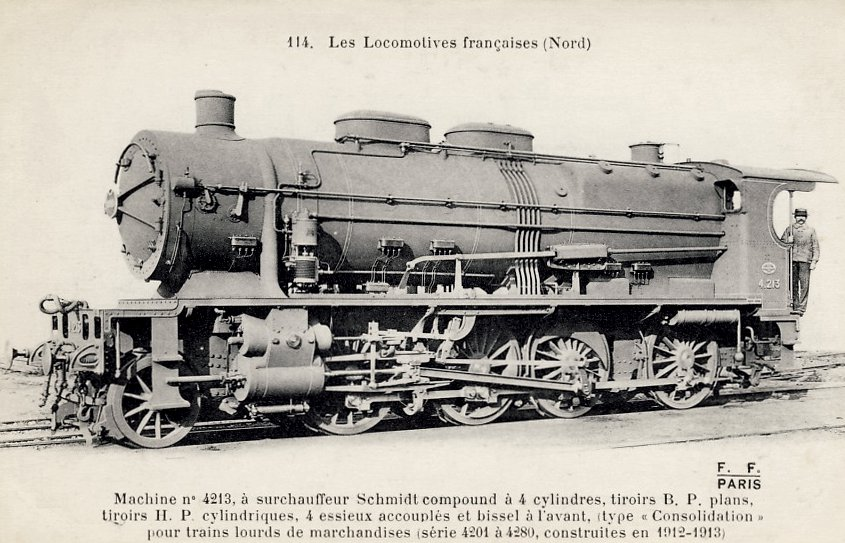
La 140 n°4213 construite par Schneider en 1913.

Les 2-140 A ont été reproduites à l'échelle HO par le fabricant anglais DJH Model Loco, sous forme de kit à monter (principalement en métal blanc).
Les Type 48 belges ont été reproduites à l'échelle HO par le fabricant belge Jocadis, sous forme de kit à monter (d'origine DJH Model Loco).